# Músculo constrictor faríngeo medio
El constrictor faríngeo medio es un músculo en forma de abanico ubicado en el cuello. Es uno de los tres constrictores faríngeos. De manera similar a los músculos constrictores faríngeos superior e inferior, el constrictor faríngeo medio está inervado por una rama del nervio vago a través del plexo faríngeo. El constrictor faríngeo medio es más pequeño que el músculo constrictor faríngeo inferior. 
El constrictor faríngeo medio surge de la longitud total del borde superior del asta mayor del hueso hioides, del asta menor y del ligamento estilohioideo. 
Las fibras divergen de su origen: las inferiores descienden por debajo del constrictor inferior, las fibras medias pasan transversalmente y las fibras superiores ascienden y se superponen al constrictor superior . 
Se inserta en el rafe fibroso mediano posterior, mezclándose en la línea media con el músculo del lado opuesto. 

## Función
Tan pronto como se recibe el bolo de comida en la faringe, los músculos del elevador se relajan, la faringe desciende y los constrictores se contraen sobre el bolo y lo transportan hacia el esófago . También tienen efectos mecánicos respiratorios.

## Imágenes adicionales

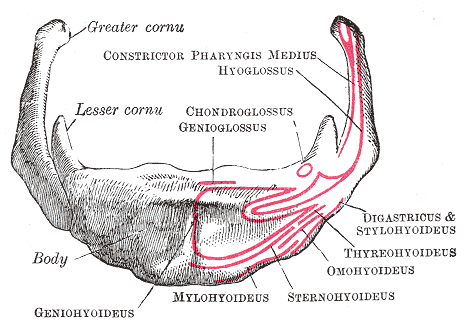
Hueso hioides. Superficie anterior. Agrandado.
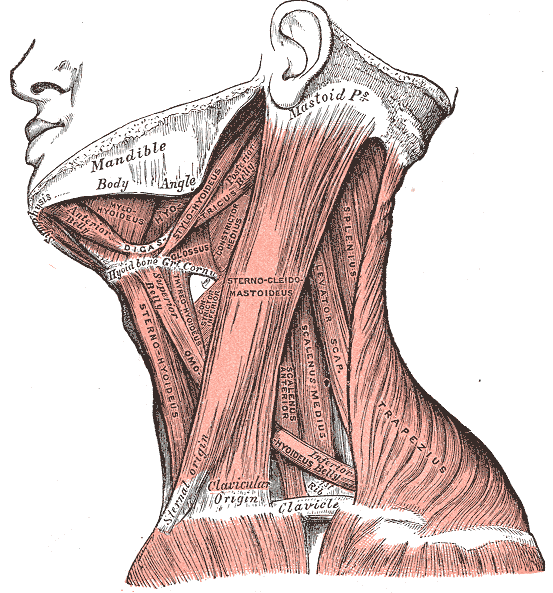
Músculos del cuello. Vista lateral.
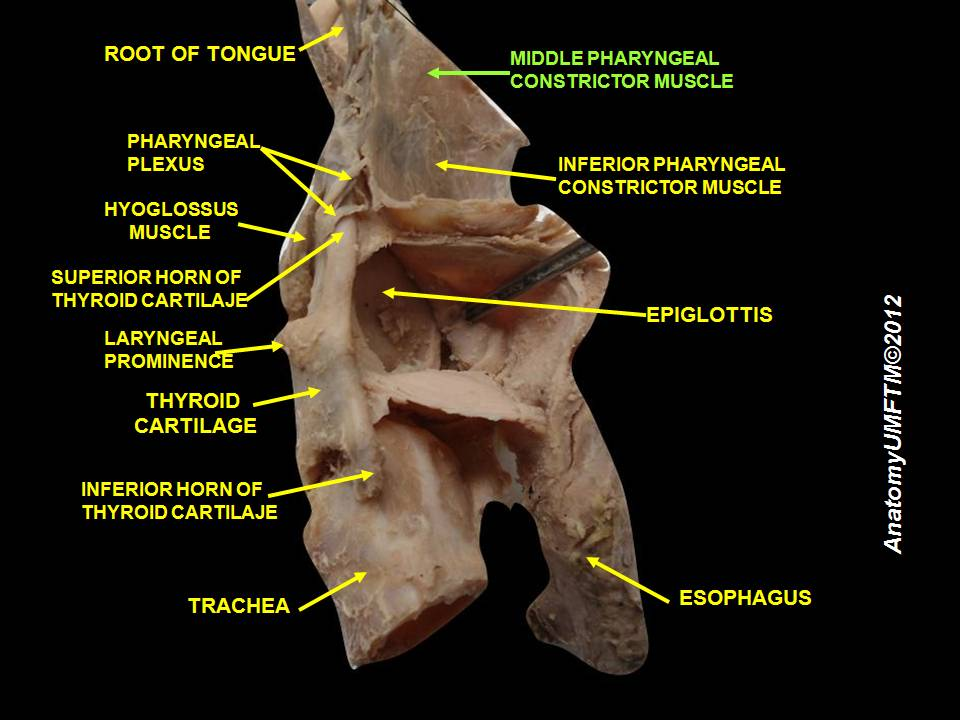
Músculo constrictor faríngeo medio
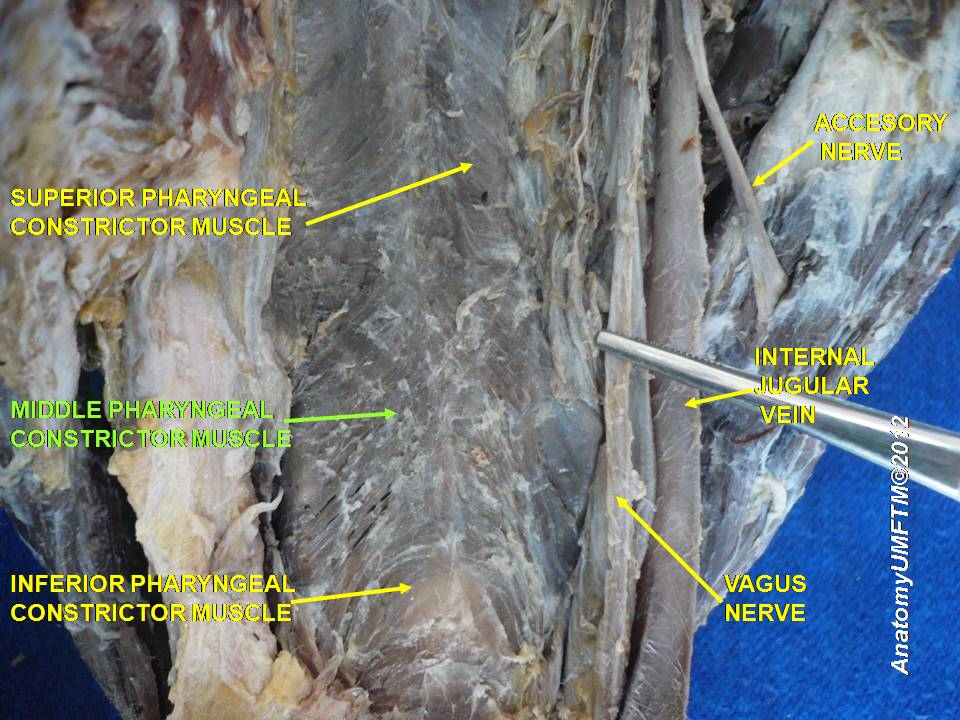
Músculo constrictor faríngeo medio
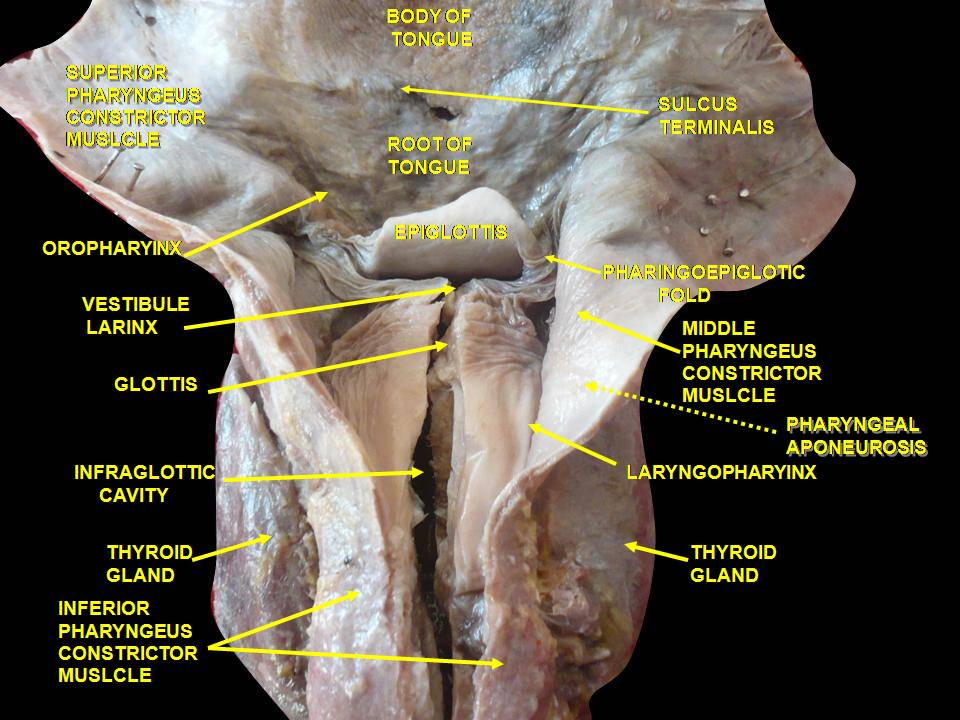
Disección profunda de la laringe, faringe y lengua vista desde atrás
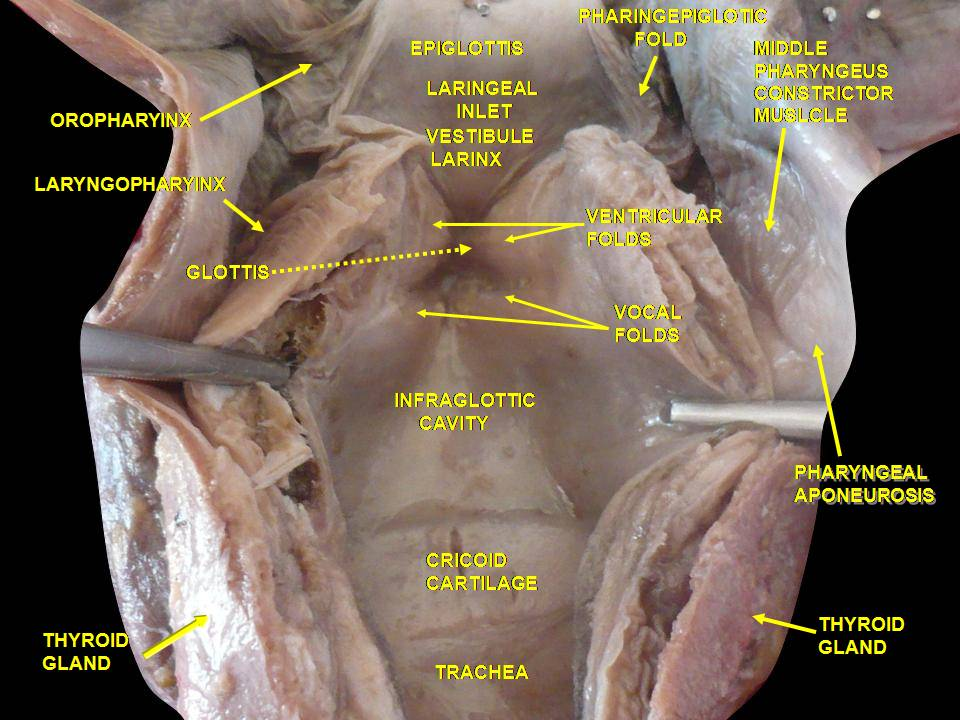
Disección profunda de la laringe, faringe y lengua vista desde atrás
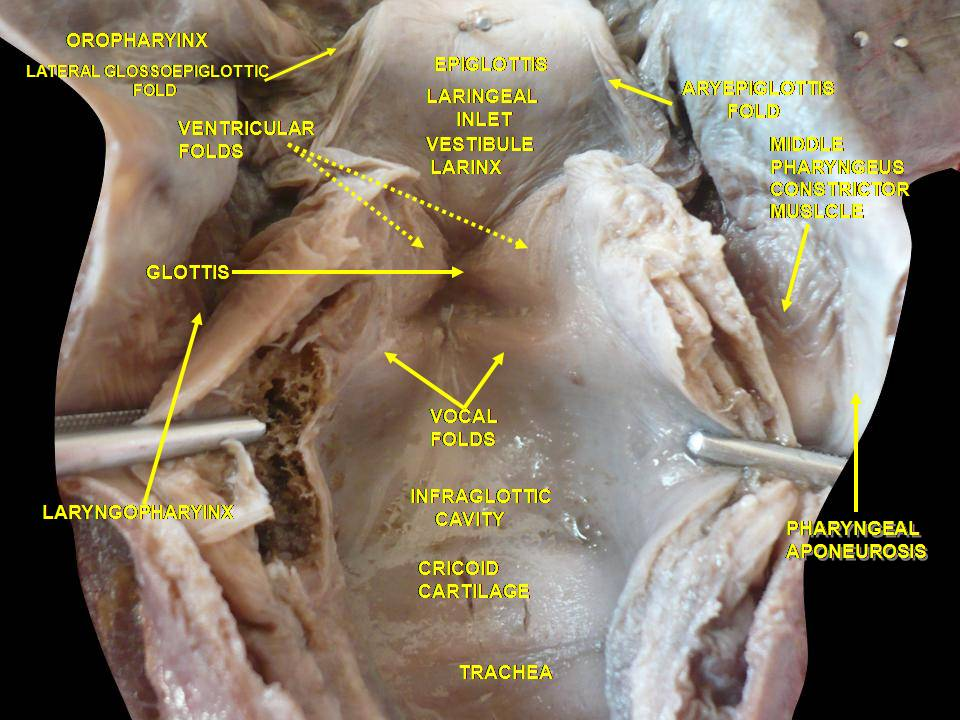
Disección profunda de la laringe, faringe y lengua vista desde atrás

## Otras lecturas
- Su papel en el discurso: Hamaker, Ronald C.; Blom, Eric D. (2003). «Botulinum Neurotoxin for Pharyngeal Constrictor Muscle Spasm in Tracheoesophageal Voice Restoration». The Laryngoscope 113 (9): 1479-1482. ISSN 0023-852X. doi:10.1097/00005537-200309000-00010.
- Su papel en el síndrome del hueso hioides: Ernest, Edwin A.; Salter, E. George (1991). «Hyoid bone syndrome: A degenerative injury of the middle pharyngeal constrictor muscle with photomicroscopic evidence of insertion tendinosis». The Journal of Prosthetic Dentistry 66 (1): 78-83. ISSN 0022-3913. doi:10.1016/0022-3913(91)90357-3.